# Maria Zakrzewska

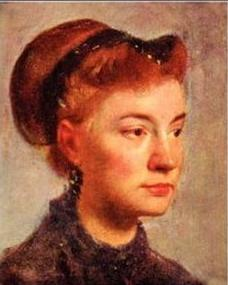
Maria Zakrzewska, portret z 1860 r.

Maria Elizabeth Zakrzewska (ang. Marie Elizabeth Zakrzewska, ur. 6 września 1829 w Berlinie, zm. 12 maja 1902) – feministka i abolicjonistka, lekarka pochodzenia polskiego urodzona w Niemczech.

## Życiorys
Była najstarszą z sześciorga dzieci Ludwika Marcina Zakrzewskiego i Karoliny Fryderyki Wilhelminy Urban. Jej ojciec pochodził z polskiej rodziny szlacheckiej, która straciła swój majątek i bogactwo w zaborze rosyjskim, pracował jako urzędnik. Jej matka była położną.
Po studiach medycznych oraz pracy jako nauczycielka w szkole którą ukończyła wyjechała do USA w 1853 gdzie ukończyła szkołę medyczną w Cleveland. W 1862 utworzyła New England Hospital dla Kobiet i Dzieci, który był pierwszym szpitalem w Bostonie, pierwszym połączonym ze szkołą dla pielęgniarek oraz drugim w Stanach Zjednoczonych prowadzonym jedynie przez kobiety. Przełamała bariery blokujące kobietom dostęp do nauki medycyny w USA. Zakładała szpitale dla kobiet i była pionierką w zatrudnianiu w zawodzie pielęgniarek czarnoskórych kobiet.
Jako feministka oraz abolicjonistka przyjaźniła się z Williamem Lloydem Garrisonem, Wendellem Phillipsem i Karlem Heinzenem.
Zmarła w Jamaica Plain, obecnie w granicach Bostonu w Massachusetts.